# تيم ويليامسون
تيم ويليامسون (بالإنجليزية: Tim Williamson)‏ (6 يونيو 1884 في المملكة المتحدة - 1 أغسطس 1943 في المملكة المتحدة) هو لاعب كرة قدم بريطاني (وحمل سابقاً جنسية المملكة المتحدة لبريطانيا العظمى وأيرلندا) في مركز حراسة المرمى. شارك مع منتخب إنجلترا لكرة القدم. أما مع النوادي، فقد لعب مع نادي ميدلزبره.

## وصلات خارجية
- تيم ويليامسون على موقع ناشيونال فوتبول تيمز (الإنجليزية)